# Adalsindis
Adalsindis (graafschap Henegouwen, datum onbekend - 25 december 678 of 715) was een dochter van de heilige Adalbald van Ostravent en de Heilige Richtrudis. 
Adalsindis werd kloosterlinge in het klooster van Hamage, dat gesticht was door haar grootmoeder Gertrudis de Oude en waar haar zuster Eusebia abdis was.
Volgens Hucbald, de hagiograaf die over Rictrudis schreef, stierf Adalsindis in de fleur van haar leven. Haar sterftejaar werd lang bepaald op 678 maar recentere historici stellen dat het sterftejaar ook 715 zou kunnen zijn.
Haar relieken rusten samen met deze van haar zuster Clotsildis en sinds 1133 ook van haar andere zuster Eusebia in de kerk van Marchiennes. Het is hier dat de personenverering van Adalsindis ontstond.
Haar feestdag is op 25 december. Soms wordt zij vereerd als een heilige maar zij moet eerder als zalige beschouwd worden.